# Perk.Tolan I/Ii
Perk.Tolan I/Ii is een bestuurslaag in het regentschap Labuhan Batu Selatan van de provincie Noord-Sumatra, Indonesië. Perk.Tolan I/Ii telt 409 inwoners (volkstelling 2010).